# مونیکا بائرلین
مونیکا بائرلین (انگلیسی: Monika Bauerlein؛ زادهٔ تاریخ ورودی نامعتبر است) ویراستار، و روزنامه‌نگار اهل ایالات متحده آمریکا است.
وی همچنین برندهٔ جوایزی همچون برنامه فولبرایت شده‌است.